# Hase (cràter)

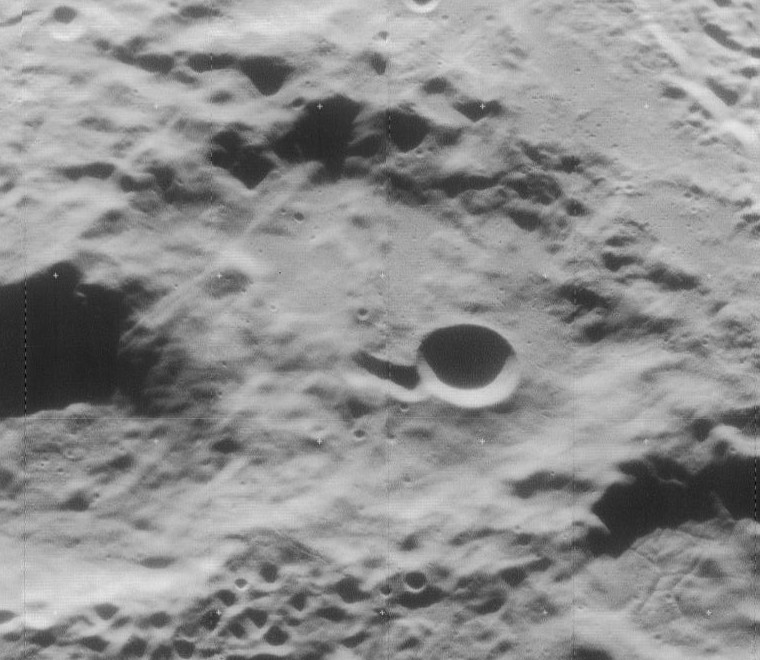
Fotografia de la missió Lunar Orbiter 4 (1967)

Hase és un cràter d'impacte que es troba a la part sud-est de la Lluna, al sud-sud-oest de la planícia amb parets prominents del cràter Petavius. El cràter Palitzsch i el Vallis Palitzsch estan units al costat nord-est de Hase.
La vora d'aquest cràter ha estat danyada i erosionada per una llarga història d'impactes posteriors. El més prominent d'aquests és Hase D, incrustat a la vora meridional del cràter principal, deixant solament una vora baixa entre les dues formacions. Hase A és un petit cràter que es troba a l'interior de Hase, prop de l'irregular bord nord. La resta del sòl és aspre i irregular.
Al sud-est de Hase D apareix un sistema de rimes lineals designat Rimae Hase. La seva extensió al nord-oest travessa la part occidental de Hase i Hase D.

## Cràters satèl·lit
Per convenció, aquests elements s'identifiquen als mapes lunars col·locant la lletra al costat del punt central del cràter més pròxim a Hase.
|      | \| Hase \| Coordenades \| Diàmetre \| \| ---- \| -------------------------------------- \| -------- \| \| A \| 29° 04′ S, 62° 56′ E / 29.06°S,62.94°E \| 15 km \| \| B \| 31° 31′ S, 60° 04′ E / 31.51°S,60.06°E \| 20 km \| \| D \| 31° 07′ S, 63° 18′ E / 31.11°S,63.30°E \| 57 km \| |          |
| Hase | Coordenades | Diàmetre |
| A    | 29° 04′ S, 62° 56′ E / 29.06°S,62.94°E | 15 km    |
| B    | 31° 31′ S, 60° 04′ E / 31.51°S,60.06°E | 20 km    |
| D    | 31° 07′ S, 63° 18′ E / 31.11°S,63.30°E | 57 km    |